# Prezydenci Jemenu Południowego

## Lista prezydentówJemenu Południowego
| Osoba                                             | Osoba           | Osoba                                                          | Kadencja          | Kadencja                       | Partia polityczna              |
| #                                                 | Portret         | Imię i nazwisko                                                | Od                | Do                             | Partia polityczna              |
| ------------------------------------------------- | --------------- | -------------------------------------------------------------- | ----------------- | ------------------------------ | ------------------------------ |
| Prezydent Ludowej Republiki Jemenu Południowego   |                 |                                                                |                   |                                |                                |
| 1                                                 |                 | Kahtan Muhammad asz-Szabi قحطان محمد الشعبي (1920–1981)        | 30 listopada 1967 | 22 czerwca 1969                | Narodowy Front Wyzwolenia      |
| Przewodniczący Rady Prezydenckiej                 |                 |                                                                |                   |                                |                                |
| 2                                                 |                 | Salim Ali Rubai سالم ربيع علي "سالمين (1935–1978)              | 23 czerwca 1969   | 26 czerwca 1978                | Narodowy Front Wyzwolenia      |
| 3                                                 |                 | Ali Nasir Muhammad علي ناصر محمد الحسني (1939–)                | 26 czerwca 1978   | 21 grudnia 1978                | Narodowy Front Wyzwolenia      |
| (3)                                               | 21 grudnia 1978 | Ali Nasir Muhammad علي ناصر محمد الحسني (1939–)                | 27 grudnia 1978   | Jemeńska Partia Socjalistyczna |                                |
| Przewodniczący Prezydium Najwyższej Rady Ludowej  |                 |                                                                |                   |                                |                                |
| 4                                                 |                 | Abd al-Fattah Ismail عبد الفتاح إسماعيل علي الجوفي (1939–1986) | 27 grudnia 1978   | 21 kwietnia 1980               | Jemeńska Partia Socjalistyczna |
| (3)                                               |                 | Ali Nasir Muhammad علي ناصر محمد الحسني (1939–)                | 26 kwietnia 1980  | 24 stycznia 1986               | Jemeńska Partia Socjalistyczna |
| 5                                                 |                 | Hajdar Abu Bakr al-Attas حيدر أبو بكر العطاس (1939–)           | 24 stycznia 1986  | 22 maja 1990                   | Jemeńska Partia Socjalistyczna |
| Zjednoczenie Jemenu (22 maja 1990 – 21 maja 1994) |                 |                                                                |                   |                                |                                |
| Prezydent Demokratycznej Republiki Jemenu         |                 |                                                                |                   |                                |                                |
| 6                                                 |                 | Ali Salim al-Baidh علي سالم البيض (1939–)                      | 21 maja 1994      | 7 lipca 1994                   | Jemeńska Partia Socjalistyczna |